# Линдберг, Йоаким
Йоаким Линдберг (швед. Joakim Lindberg; род. 21 августа 1993) — шведский гребец на байдарках, чемпион мира 2022 года, призёр чемпионата мира 2024 года.

## Карьера
Линдберг представлял Швецию на Европейских играх 2019 года. В 2022 году участвовал в чемпионате мира по гребле на байдарках и каноэ в Канаде и завоевал золотую медаль на дистанции 5000 метров в байдарках-одиночках с результатом 21:34.26.
Вновь представлял Швецию на Европейских играх 2023 года и занял девятое место на дистанциях 500 метров в байдарках-двойках и 500 метров байдарках-четвёрках.
В Самарканде, на чемпионате мира 2024 года, который состоялся сразу же после Олимпийских игр, Линдберг в паре с Натхелем в байдарках-двойках на дистанции 1000 метров завоевали серебряную медаль. На дистанции 5000 метров в одиночках завоевал бронзовую медаль. 